# Archilestes regalis
Archilestes regalis là loài chuồn chuồn trong họ Lestidae. Loài này được Gloyd mô tả khoa học đầu tiên năm 1944.